# Côme et Damien
Pour les articles homonymes, voir Santi Cosma e Damiano et Saint-Cosme.
Saint Côme (anciennement Cosme ; en grec Κοσμᾶς, latin Cosmas), saint patron des chirurgiens,  et son frère, Damien (en grec Δαμιανός, latin Damianus), devenu quant à lui patron des pharmaciens, sont deux saints médecins censés avoir exercé leur art dans la ville portuaire d'Aigéai en Cilicie, et avoir subi le martyre sous l'empereur Carin (283-285) à Rome ou durant la persécution de Dioclétien (303-305) à Aigéai. Leur culte fut très important, répandu et durable. On les appelle « anargyres » (« sans argent ») parce qu'ils soignaient gratuitement. On les fête le 26 septembre et le 1er juillet en Occident, et le 1er novembre en Orient.

## Biographie

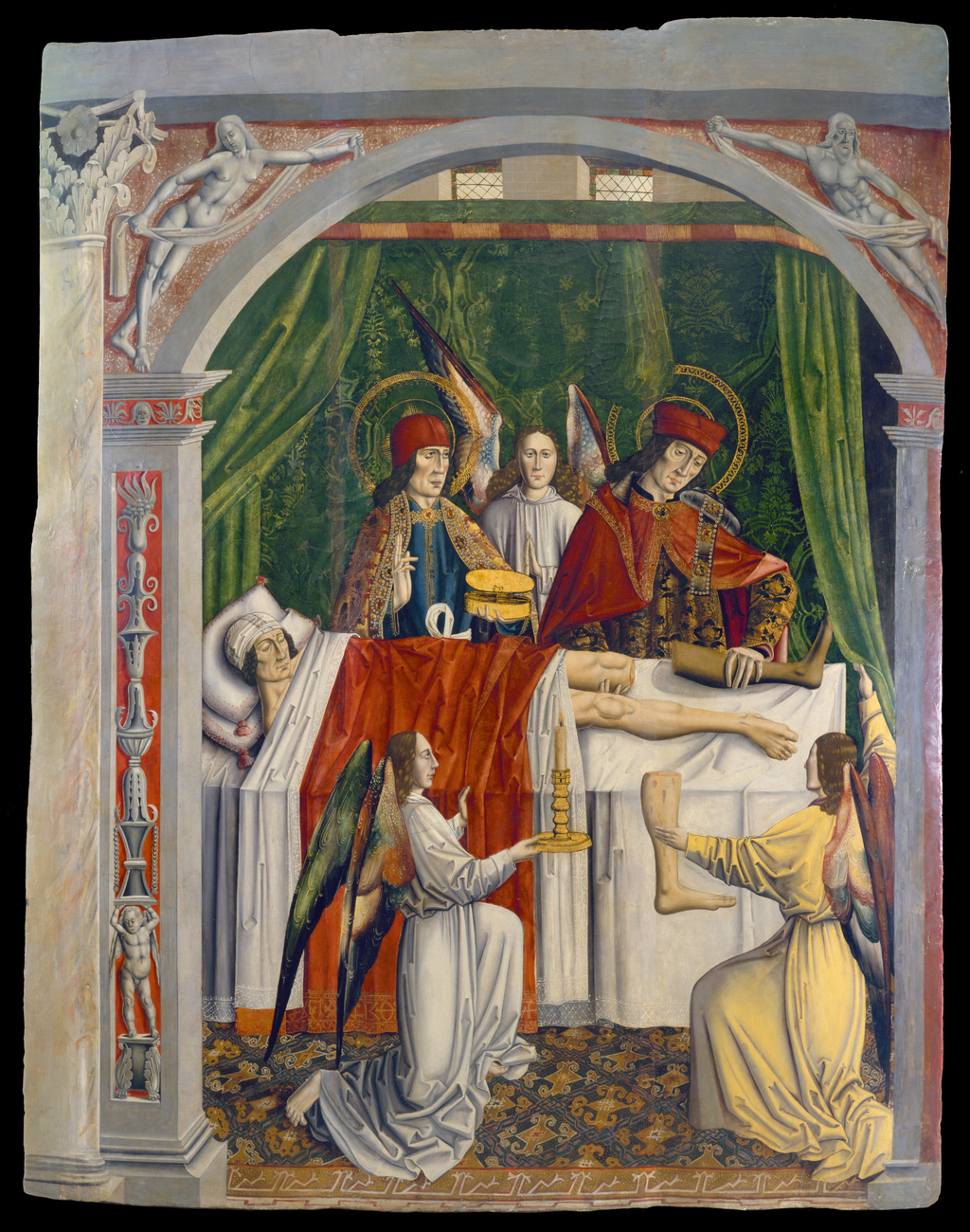
Le Rêve du bedeau : Côme et Damien pratiquant la transplantation miraculeuse d'une jambe, attr. au maître de Los Balbases, v. 1495.

Côme et Damien semblent avoir été originaires de Cilicie, quoique leur Passion BHG 378 se singularise en leur faisant dire « Nous sommes d'une ville d'Arabie »,. Selon leur Vie et Miracles BHG 372, leur mère était une pieuse femme nommée Théodotè qui les éleva dans la foi et la droiture. Elle leur enseigna les « lettres sacrées » (ta hiera grammata), c'est-à-dire leur apprit à lire avec comme livre de lecture la Bible et spécialement les psaumes ; quant à la science médicale, c'est le Saint-Esprit qui la leur enseigna. Les deux frères exercèrent la médecine dans le port cilicien d'Aigéai dans le golfe d'Alexandrette, puis dans la province romaine de Syrie. Conformément au précepte de Jésus « Vous avez reçu gratuitement, donnez gratuitement » (Mt 10, 8), ils n'acceptaient aucun paiement pour leurs services, ce qui leur valut le surnom d'anargyroï (grec ἀνάργυροι), c'est-à-dire « sans argent » : ils attirèrent ainsi beaucoup de gens à la foi chrétienne. Le pouvoir de guérison qu'ils avaient reçu de Dieu, ils l'appliquaient non seulement aux humains, mais encore au bétail.
Pendant la persécution, Côme et Damien commencèrent par se cacher dans une grotte, puis se livrèrent d'eux-mêmes en apprenant que d'autres chrétiens avaient été arrêtés à leur place. Ils furent traduits devant le préfet de Cilicie, un certain Lysias dont c'est la seule initiative connue. Celui-ci les fit torturer pour les forcer à abjurer. Ils restèrent fidèles à leur foi en dépit de toute une série de tortures affreuses auxquelles ils demeurèrent insensibles ; finalement ils furent décapités. Leurs frères cadets Anthime, Léonce et Euprepius, qui les suivaient partout, partagèrent leur martyre.
Le plus célèbre des traitements et guérisons miraculeux qu'on leur attribua, la greffe d'une jambe de Maure pour remplacer la jambe nécrosée d'un patient, fit l'objet de nombreuses peintures et miniatures.

## Culte

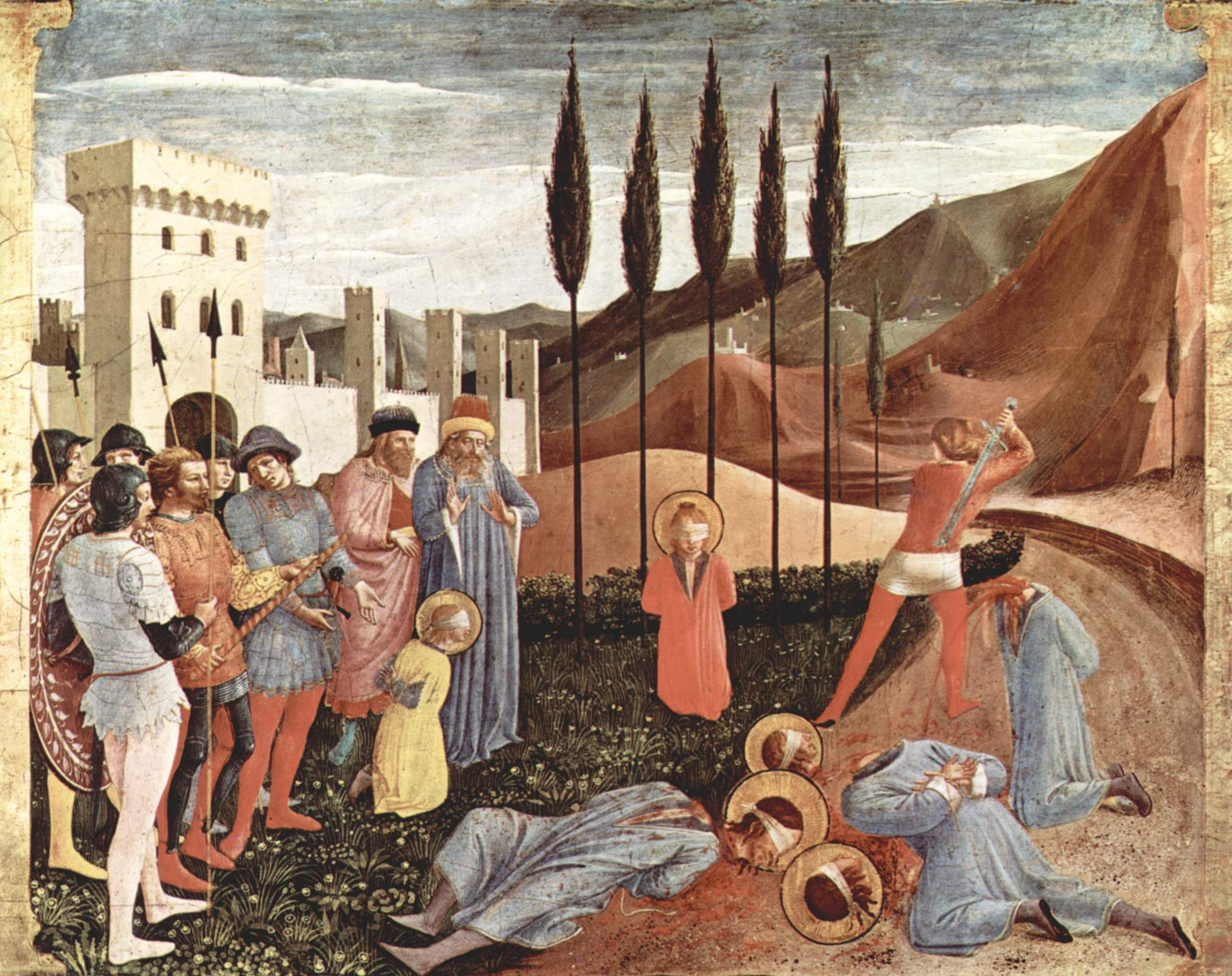
Le martyre des saints Cosme et Damien, Fra Angelico (entre 1438 et 1443), musée du Louvre, Paris.

Les premières églises dédiées aux saints Anargyres apparaissent dans le second quart du Ve siècle. Les reliques des deux saints, jugées miraculeuses, furent déposées dans une basilique édifiée en leur honneur au lieu dit Pheremma, près de la ville de Cyrrhus en Cyrrhestique (partie de la Syrie) ; cet édifice est déjà mentionné par Théodoret de Cyr. De là, le culte se répandit rapidement tant en Occident qu'en Orient, et atteignit bientôt Constantinople, où leur fut dédié, peut-être dès 439, un martyrium qui devint au Ve et VIe siècles un des sanctuaires à incubation les plus renommés, comme le montre la collection de Miracles qui lui est rattachée. Ayant été guéri d'une maladie du genou grâce à l'intercession des jumeaux médecins, Justinien Ier (527-565), en témoignage de gratitude, fit restaurer et redécorer cette église. Ce martyrium fut le premier des six édifices dédiés aux Anargyres dans la seule capitale impériale, le second, en date et en prestige, étant la proche église du Cosmidion. Des églises furent construites en leur honneur par le patriarche Proclus et par l'empereur Justinien Ier, qui fit restaurer somptueusement la ville de Cyrrhus et la consacra aux saints jumeaux, mais fit transporter leurs restes à Constantinople.
À Rome le pape Félix IV (526-530) reconsacra en leur honneur la bibliothèque de la Paix (Bibliotheca Pacis) sur le forum de Vespasien, pour en faire la basilique des saints Côme et Damien[réf. nécessaire] ; celle-ci a été bien des fois reconstruite mais reste célèbre pour ses mosaïques du VIe siècle représentant les saints.
La célébration de Côme et Damien dans le calendrier romain général avait lieu le 27 septembre, mais en 1969 elle a été déplacée au 26 septembre parce que le dies natalis de saint Vincent de Paul se célèbre comme mémoire obligatoire le 27 septembre. L'Église orthodoxe fête les saints Côme et Damien Romains, Thaumaturges et Anargyres, le 1er juillet, les saints Anargyres Côme et Damien et leurs trois frères Léonce, Anthime et Euprépius le 17 octobre et les saints Côme et Damien, Anargyres et Thaumaturges, le 1er novembre, trois dénominations renvoyant à la même paire de saints. Côme et Damien sont considérés comme les saints patrons des médecins et des chirurgiens et sont quelquefois représentés avec les emblèmes de leur profession.
En Belgique, ils sont les saints patrons des pharmaciens.
Au Brésil, les saints jumeaux sont considérés comme protecteurs des enfants et on les fête le 27 septembre en donnant aux enfants des sacs de bonbons sur lesquels l'effigie des saints est imprimée. À Isernia, dans la région du Molise, ils sont considérés comme des saints phalliques et sont invoqués pour les problèmes de fertilité.
Il se forma en France, sous l'invocation de saint Côme, une confrérie de chirurgiens, dite de Saint-Cosme, qui pendant longtemps partagea l'enseignement et la pratique de la chirurgie avec la faculté de médecine de Paris.

## Iconographie
Dans la plus ancienne figuration que nous conservons de Côme et Damien, celle des mosaïques de Saint-Georges de Thessalonique, au début du Ve siècle, ils sont dénués d'attributs et ne s'identifient que par l'indication de leur nom. A Rome, un siècle plus tard, dans la mosaïque de leur basilique du forum, ils ont en commun la couronne des martyres et la trousse signifiant la capacité de guérir.

## Galerie

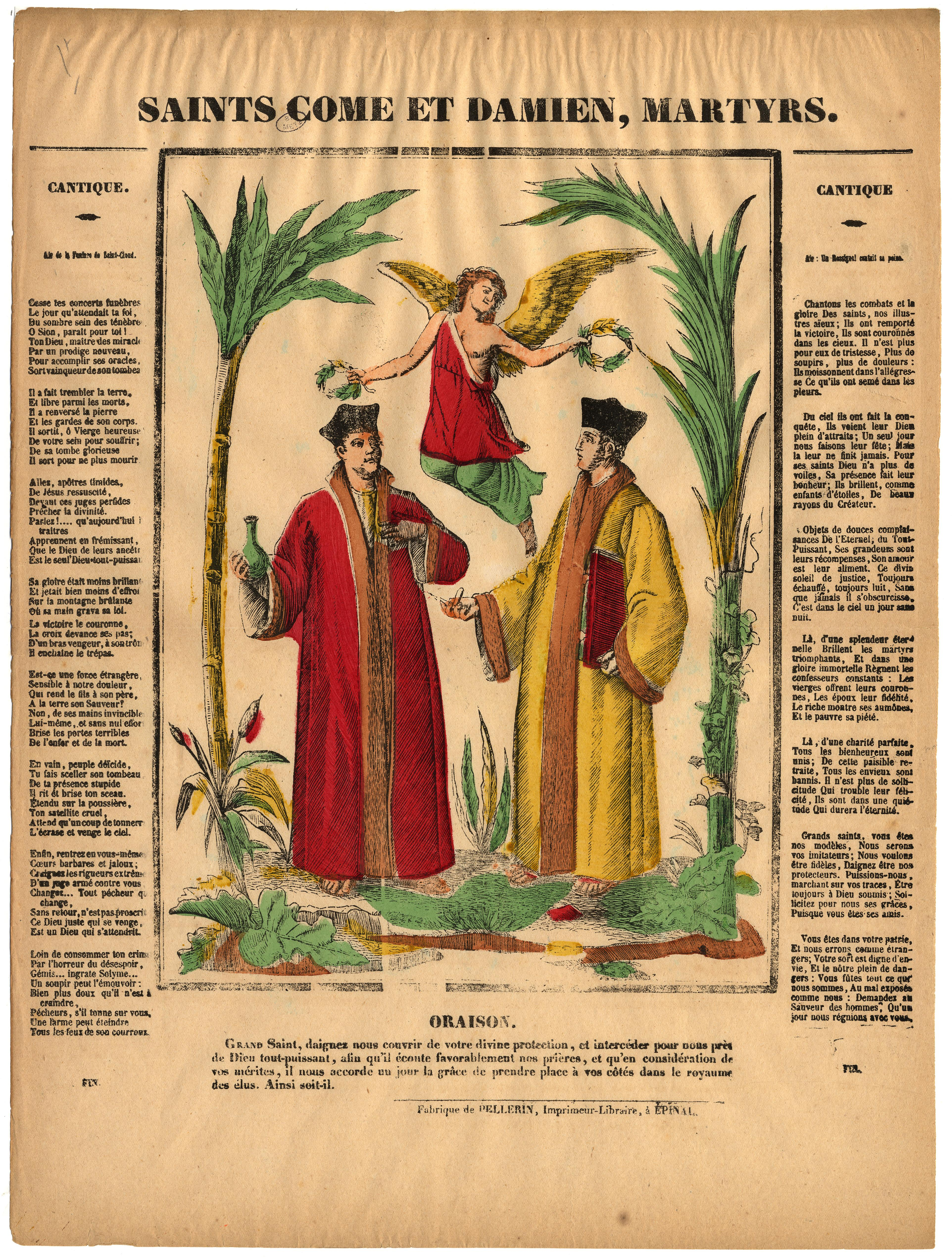
Image d'Épinal.
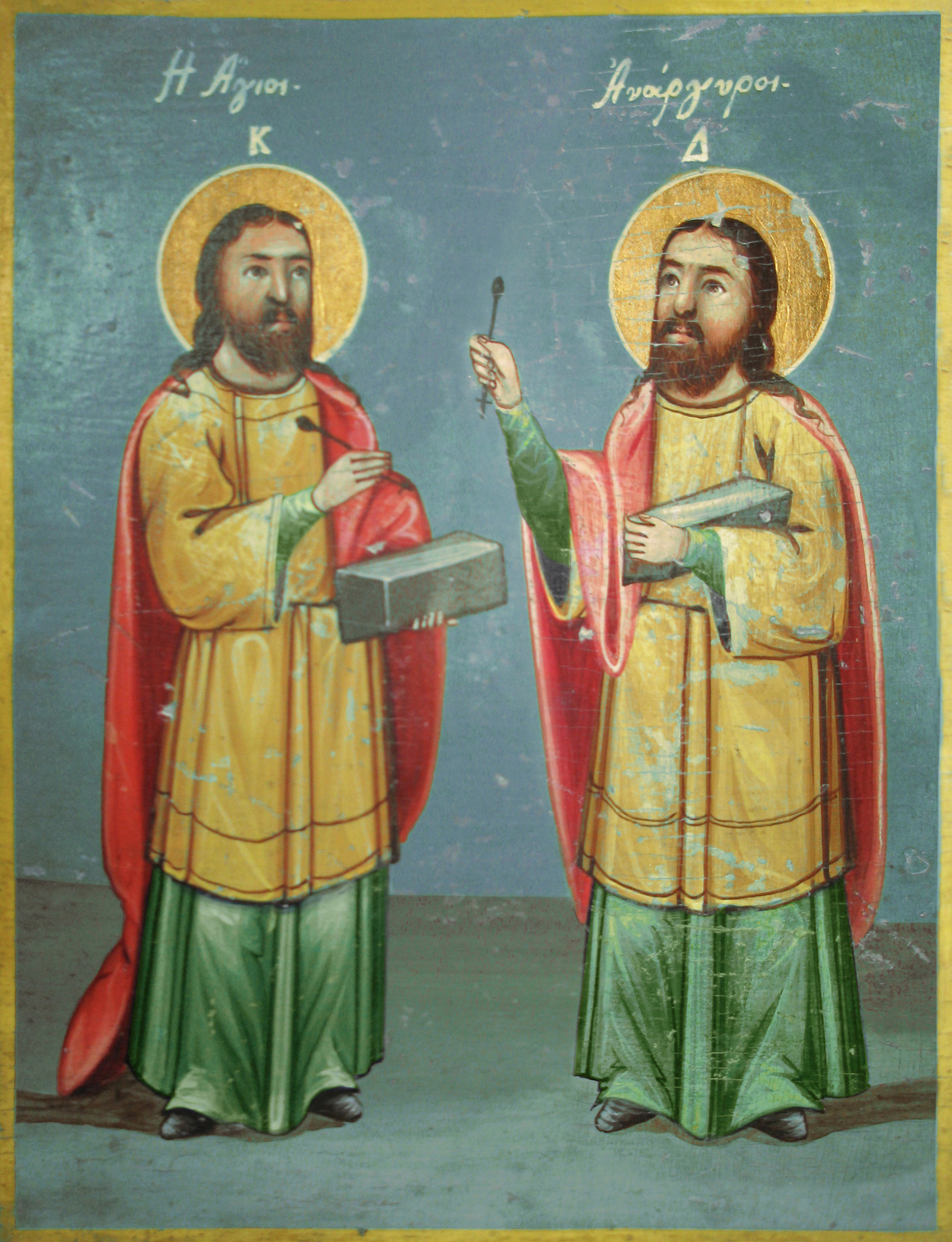
Icône grecque pontique des saints anargyres Côme et Damien.
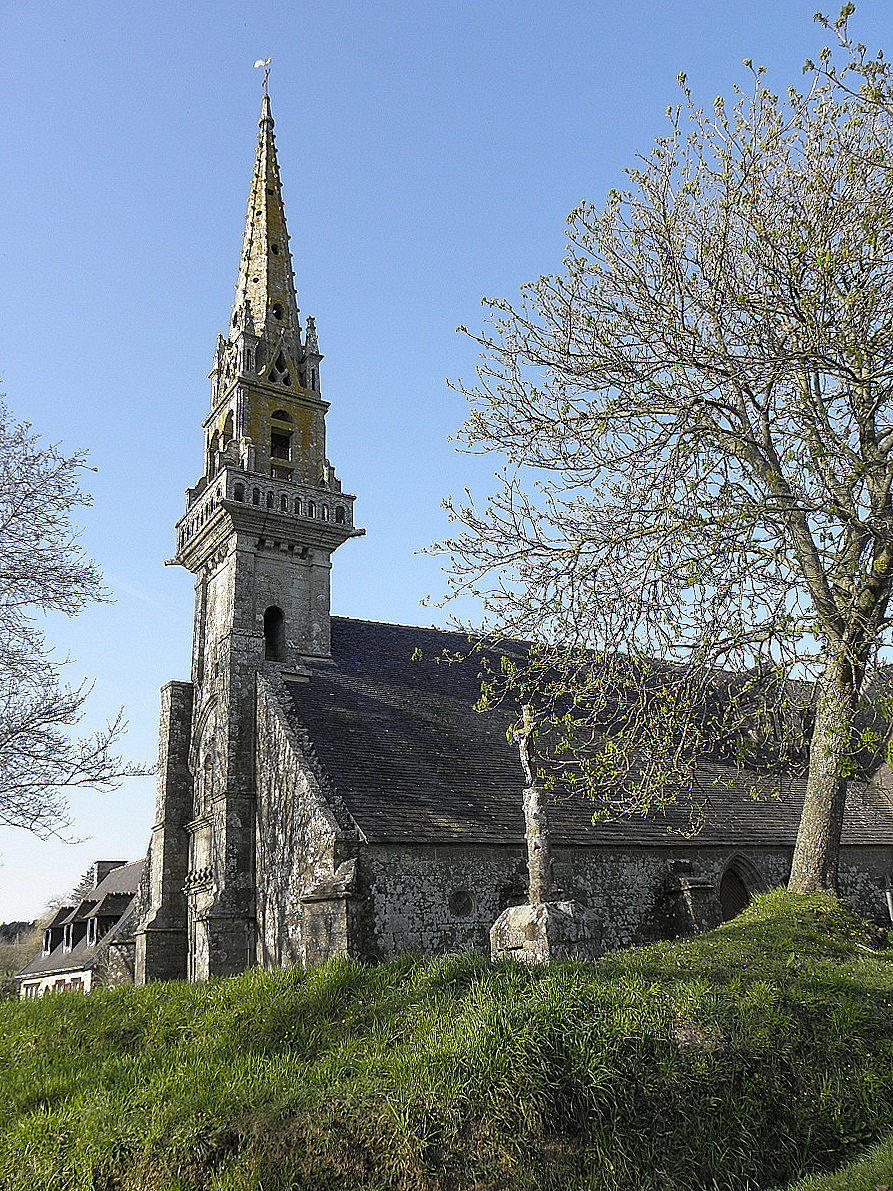
Saint-Nic : chapelle Saint-Côme-et-Saint-Damien.
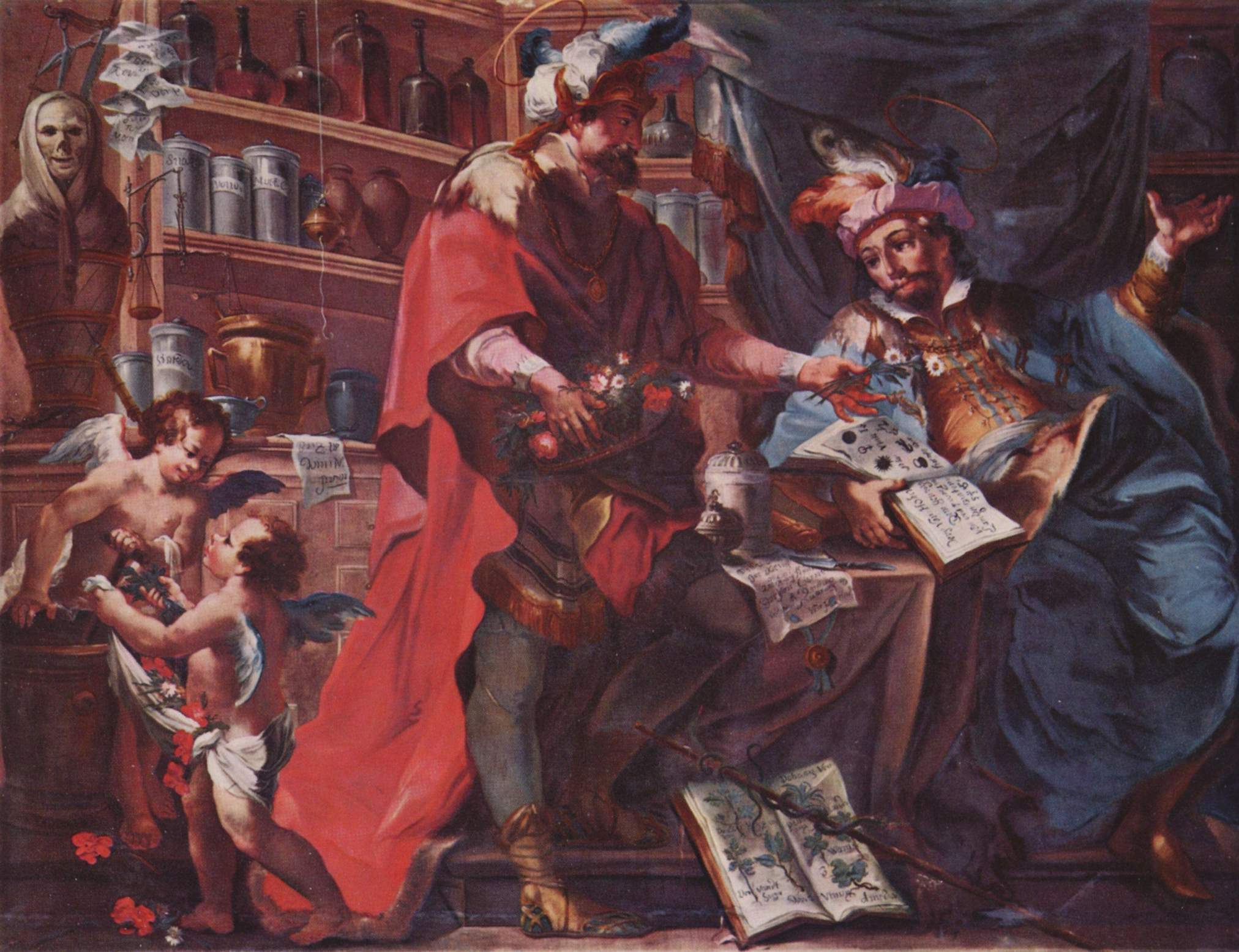
Saints Côme et Damien, médecins, par Johann Anwander (1762), église de l'Assomption (Dillingen).
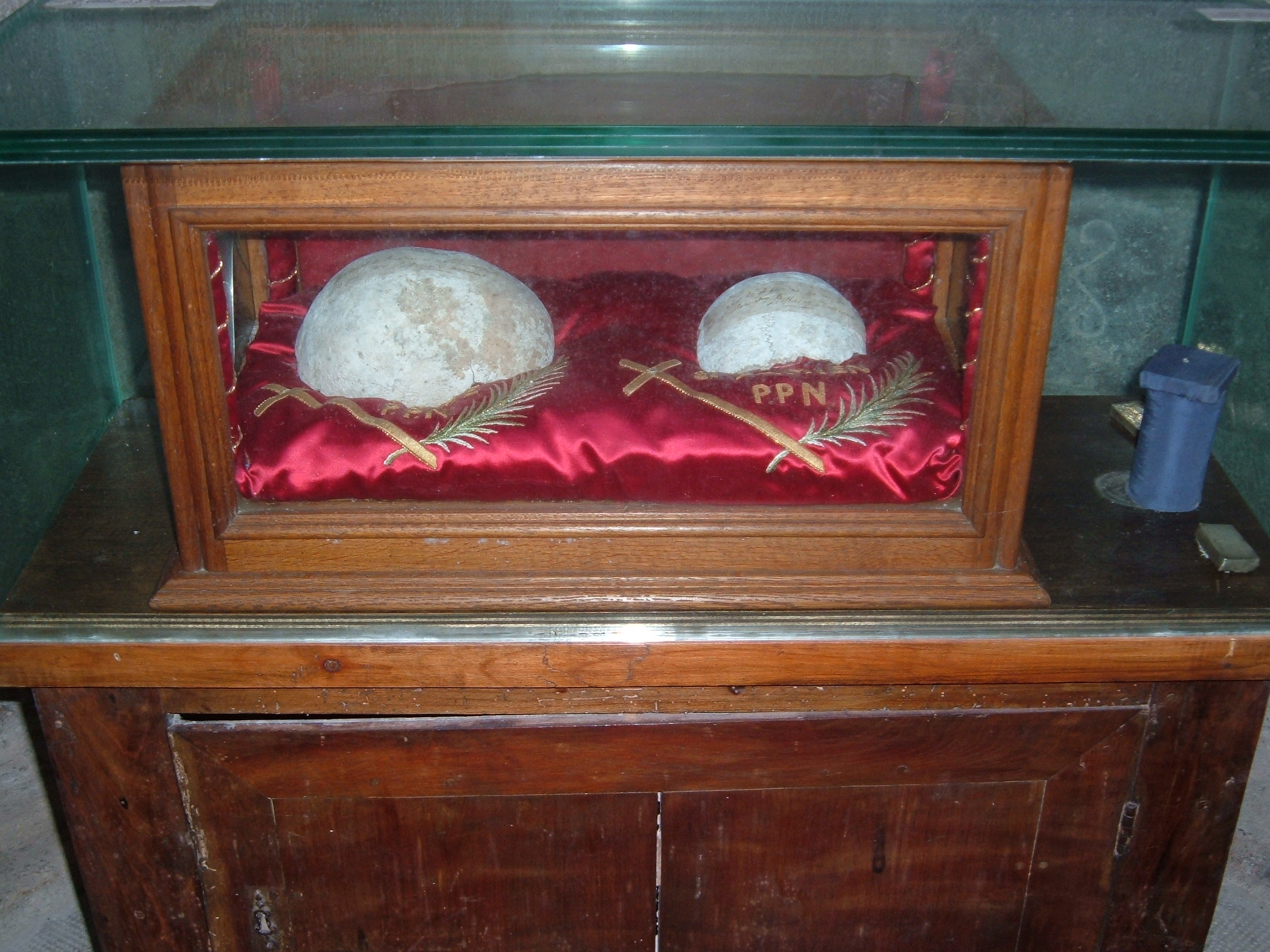
Chefs de saint Côme et saint Damien, patrons de la paroisse de Brageac en Auvergne.
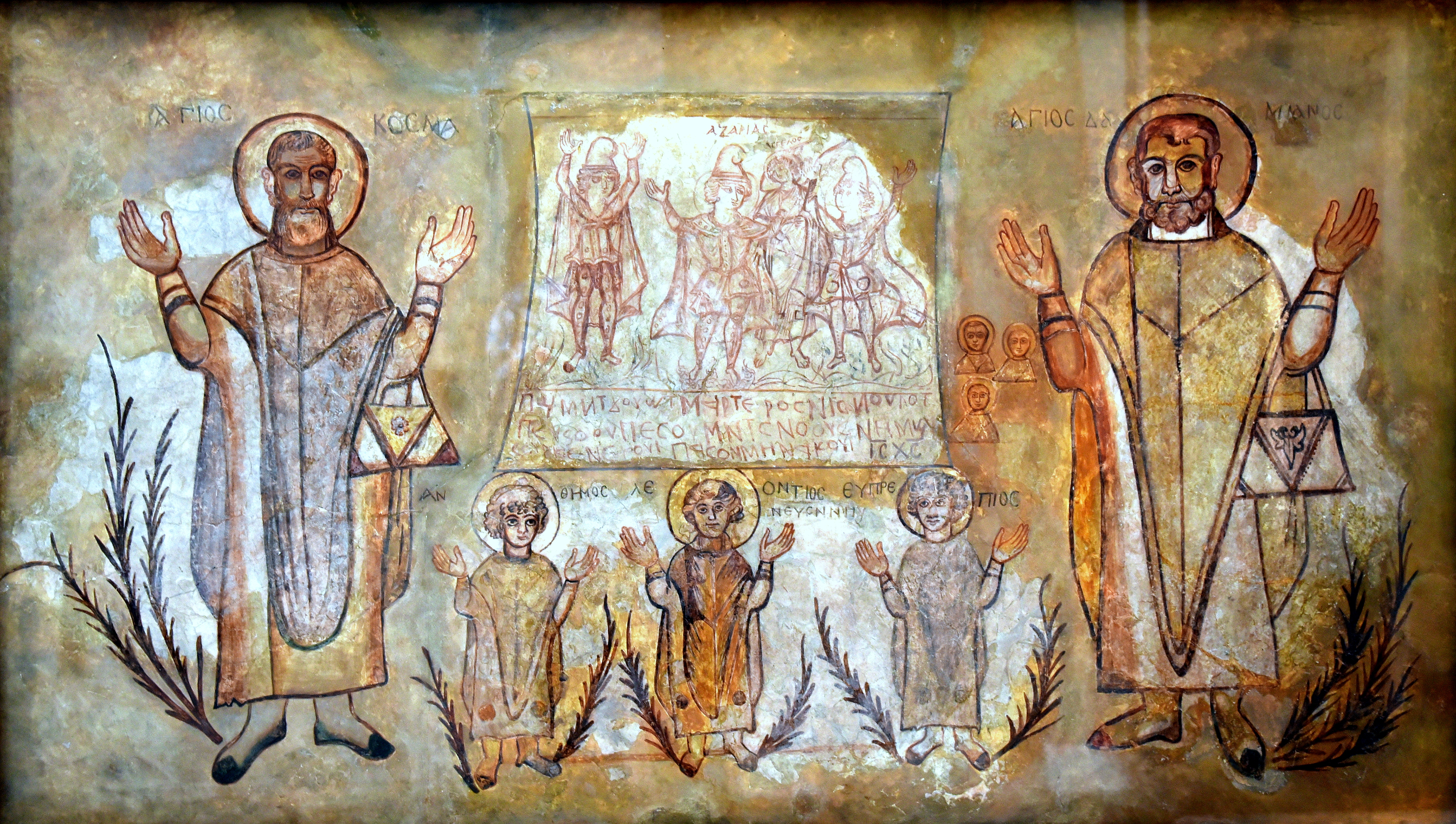
Peinture murale de la ville de Samalut représentant les saints martyrs Ananias, Azarias et Misaël avec les saints Côme et Damien, provenant de Wadi Sarga, Égypte, British Museum.
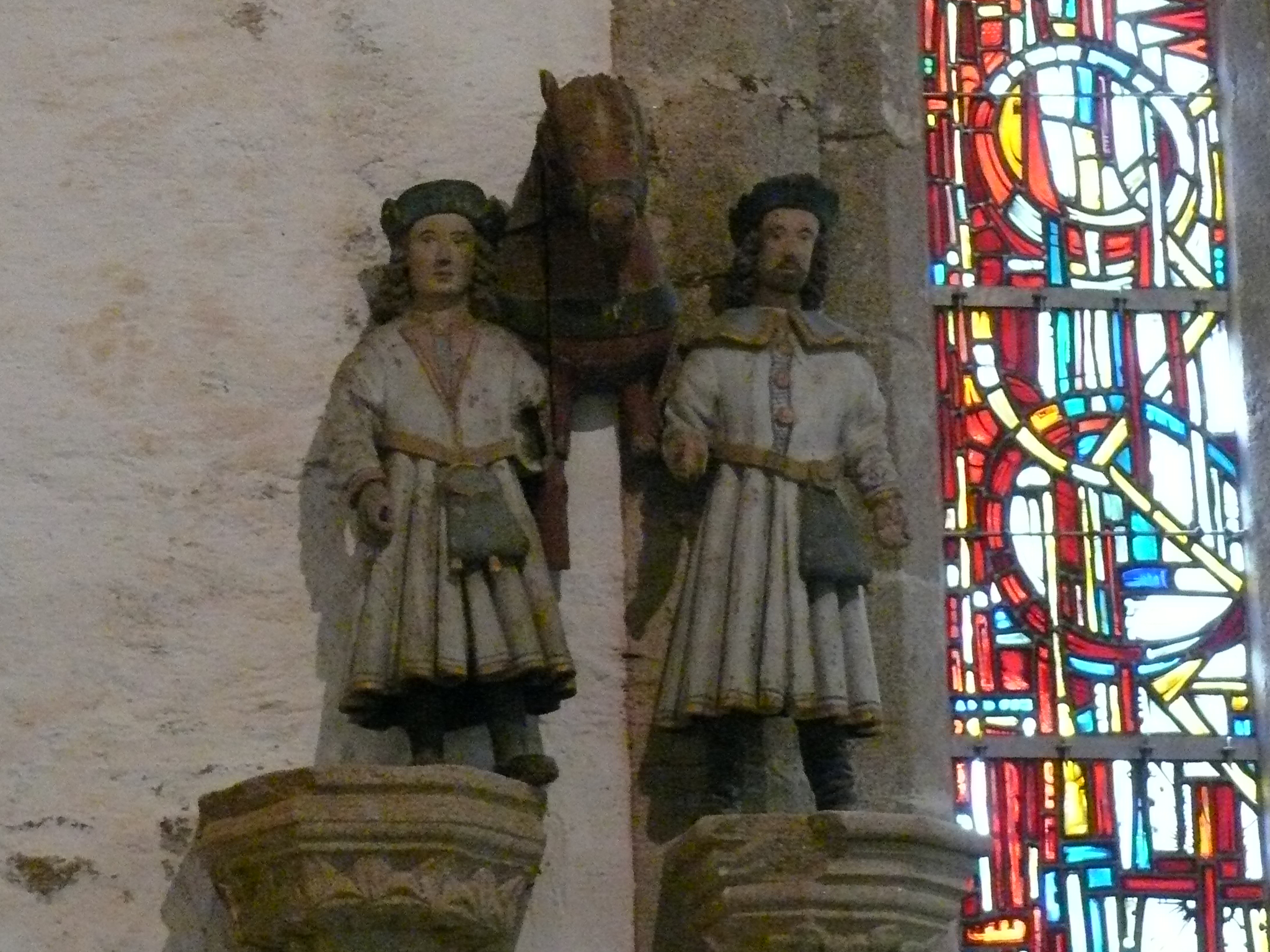
Chapelle de Languivoa : groupe statuaire des saints Côme et Damien avec leur cheval.
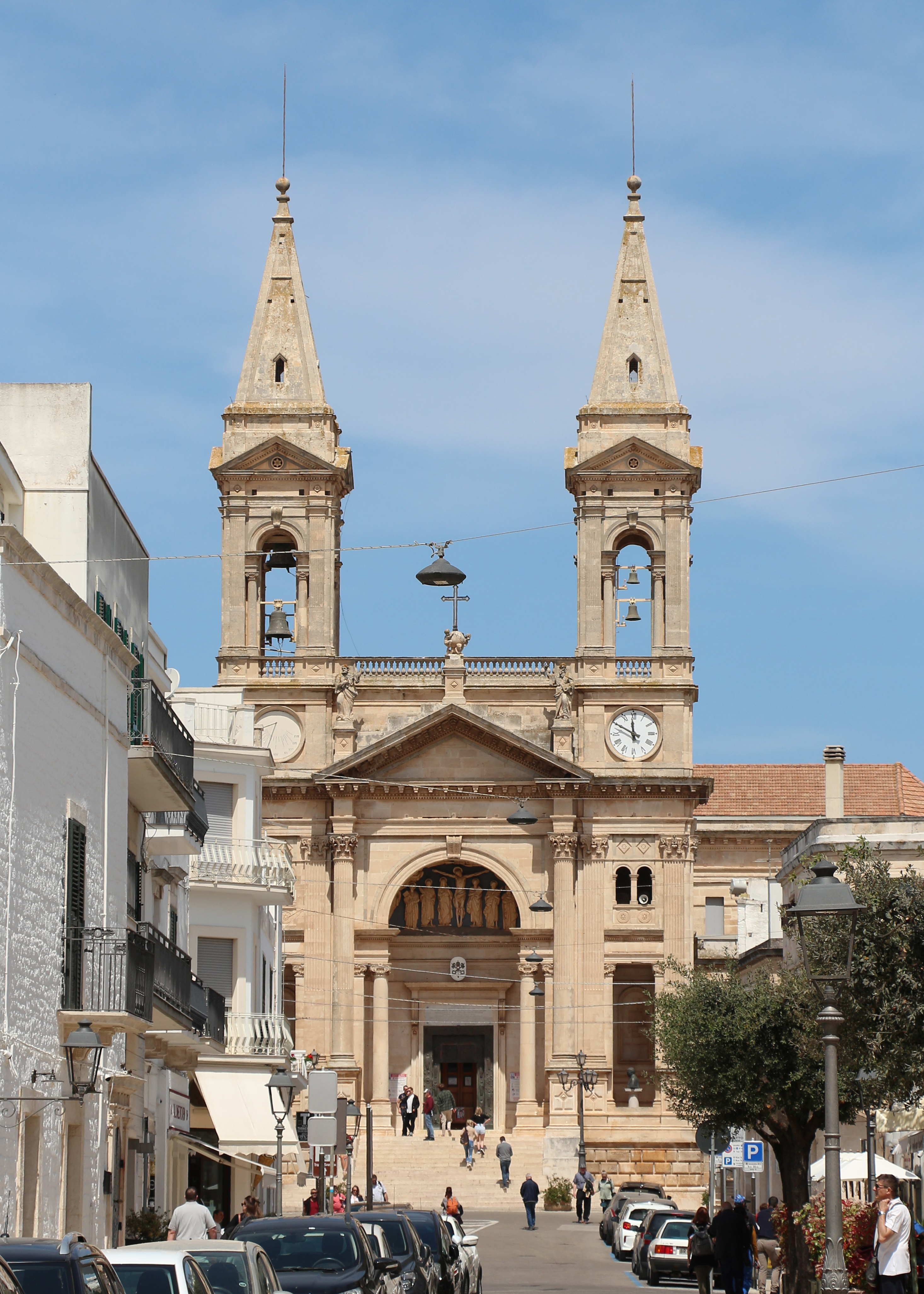
Église Saint-Côme et Saint-Damien à Alberobello en Italie.
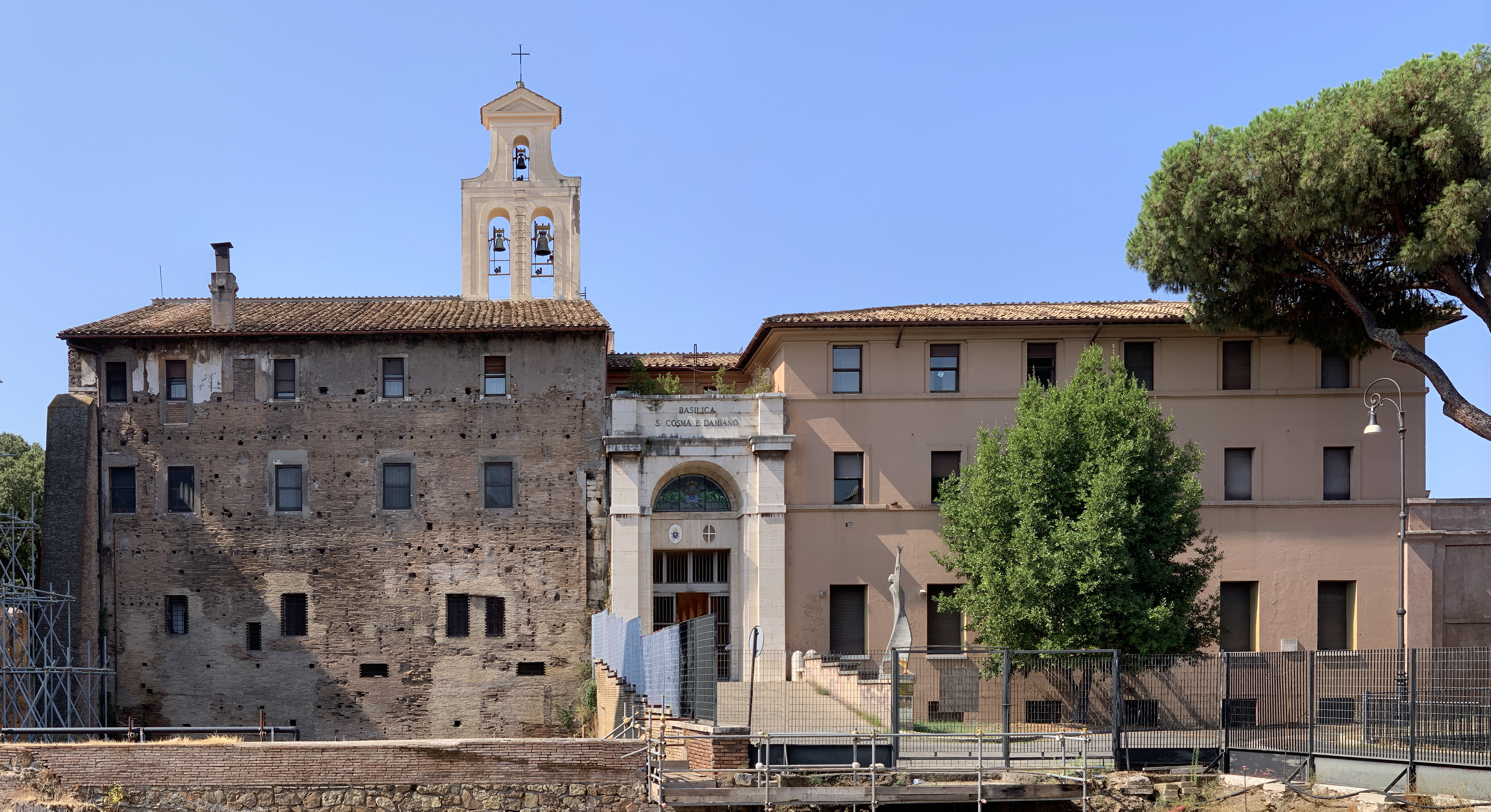
Basilique Santi Cosma e Damiano, Rome.

## Reliques

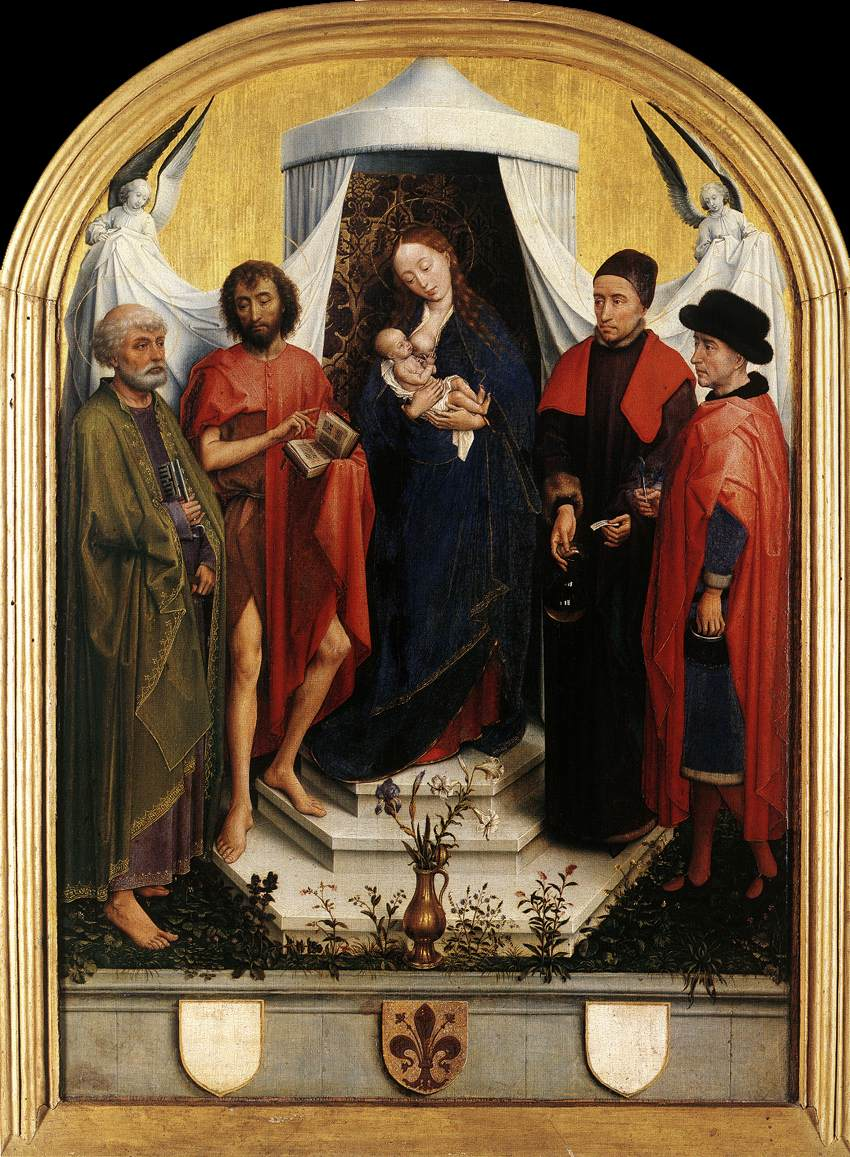
Vierge à l'Enfant avec les saints Pierre, Jean Baptiste, Côme et Damien, Rogier van der Weyden (entre 1453 et 1460), musée Städel, Francfort.

Les restes des deux frères furent enterrés à Cyrrhus (actuellement en Syrie), puis les corps furent apportés à Rome, sans les têtes qui furent transférées ultérieurement.
Depuis le XVe siècle, l'épée cérémonielle de l'abbaye d'Essen (de), qui fut celle de l'empereur Otton, est regardée comme celle qui décapita les Anargyres, lesquels devinrent les saints patrons de la cathédrale. Déposée en l'an 933 dans le trésor de l'abbaye, elle en est, à côté de la Vierge d'or et du crucifix de Mathilde, la plus précieuse relique et figure sur les armes de la ville.
Les crânes des saints Côme et Damien sont vénérés à Madrid, où ils se trouvent depuis 1581, date à laquelle Marie d'Autriche en fit don au couvent de Clarisses des Descalzas Reales. Ils avaient auparavant été transférés de Rome à Brême au Xe siècle puis de là à Bamberg. Ajoutons que leurs crânes sont également vénérés dans l'église Saint-Michel de Munich. Si l'on en croit l'inscription, le reliquaire du crâne a été fabriqué à Brême vers 1400 et apporté avec les reliques à Saint-Michel en 1649 par Maximilien Ier de Bavière. Enfin, les chefs de saint Côme et saint Damien se trouveraient aussi dans une châsse du trésor de l'abbaye de Brageac dans le Cantal, où ils auraient été apportés par Guy et Raoul de Scorraille de retour de la première croisade vers l'an 1105.

## Interprétations
Les traits et fonctions des saints jumeaux Côme et Damien correspondent presque précisément aux traits et fonctions des jumeaux divins indo-européens[réf. nécessaire]. Comme les divinités qui les ont précédés, ils sont les saints patrons des médecins et sont eux-mêmes considérés comme des thaumaturges guérisseurs. Ce couple de saints, tout comme Roch et Sébastien ou Gervais et Protais, n'était pas seulement vénéré dans le cadre de l'Église chrétienne, mais devenait également l'objet de cultes religieux paysans fonctionnant indépendamment de l'Église,.

## Source
- (en) Cet article est partiellement ou en totalité issu de l’article de Wikipédia en anglais intitulé « Saints Cosmas and Damian » (voir la liste des auteurs).